# Анісімов Євген Олександрович
Анісімов Євген Олександрович (25 квітня 1975, Запоріжжя) — український бізнесмен, кримінальний авторитет, «смотрящий» за Запоріжжям Запорізької області від Януковича.

## Життєпис
Народився 25 квітня 1975-го в Запоріжжі. Кримінальний авторитет, що діяв в Запоріжжі та області, має прізвиська «Анісім», «Онисим» або «Клоун».
В серпні 2013-го машину Анісімова розстріляли з АК, було затримано трьох чоловіків. Одного з них, Карена Мкртчяна, після 2 місяців у СІЗО випустили.

## Кримінальна діяльність
На початку 1990-х почав кримінальну діяльність як рекетир, згодом став керівником одного з найбільших кримінальних угруповань України. З 2001 року був гендиректором ТПК «Фаворит», що займалась роздрібною торгівлею, ресторанами, орендою майна, цій же компанії належав ринок «Олександрівський» у Запоріжжі. 2005 року — заступник гендиректора з комерційних питань у компанії «Термінал-2005», що займалось торгівлею паливом, рудою і металом.
З березня 2010, під час президентства Януковича, Анісімов був неофіційним керівником області, представляв інтереси Януковича в регіоні. Тодішній генпрокурор України Віктор Пшонка на питання журналістів заявив, що за Анісімовим «немає жодного криміналу». У 2010—2013 він мав практично необмежений вплив на економічні та політичні процеси Запорізької області, криміналітет і правоохоронні органи регіону.
Після Революції гідності втратив владу та був оголошений у міжнародний розшук.
2018 року бізнесмен Євген Черняк, бізнес якого намагався забрати Анісімоа, пропонував 5 млн грн за інформацію, що може допомогти затримати Анісімова.

## Кримінальне провадження
21 жовтня 2013 року Анісімова було затримано в аеропорту «Бориспіль» за підозрою у вимаганні на підставі кримінального провадження (ч. 4 ст. 189 ККУ, вимагання), що передбачає покарання до 12 років позбавлення волі. Вже 27 січня 2014 року його випустили, після чого він зник і був оголошений в міжнародний розшук за підозрою в скоєнні низки кримінальних злочинів. Анісімову інкримінується створення ОЗУ, вимагання, співучасть в замаху на вбивство, легалізація доходів, одержаних злочинним шляхом.
16 лютого 2020 Анісімова було затримано в Києві. Після 2014 року він жив у Козині Обухівського району на Київщині, також переховувався в орендованому будинку в Конча-Заспі. За даними МВС, дані про Анісімова, що допомогли його заарештувати, надав його найближчий соратник.
Всього Анісімова звинувачують за 6 статтями Кримінального кодексу України, зокрема — у створенні злочинної організації, яка займалася вимаганням коштів у підприємців, а також у прикритті її діяльності, незаконному зберіганні зброї, координації діяльності злочинних груп, учасники яких скоювали тяжкі злочини.

## Благодійність
Анісімов виділив 500 тис. грн на акцію «Любов милосердна» для збору грошей і крові для допомоги важкохворим дітям.

## Сім'я
Брат — Анісімов В'ячеслав Олександрович, живе в Києві, був прокурором Департаменту розслідувань особливо важливих справ у сфері економіки ГПУ, з 2017 — слідчий ДБР (Управління з розслідувань військових злочинів).